# Ralph Shapey

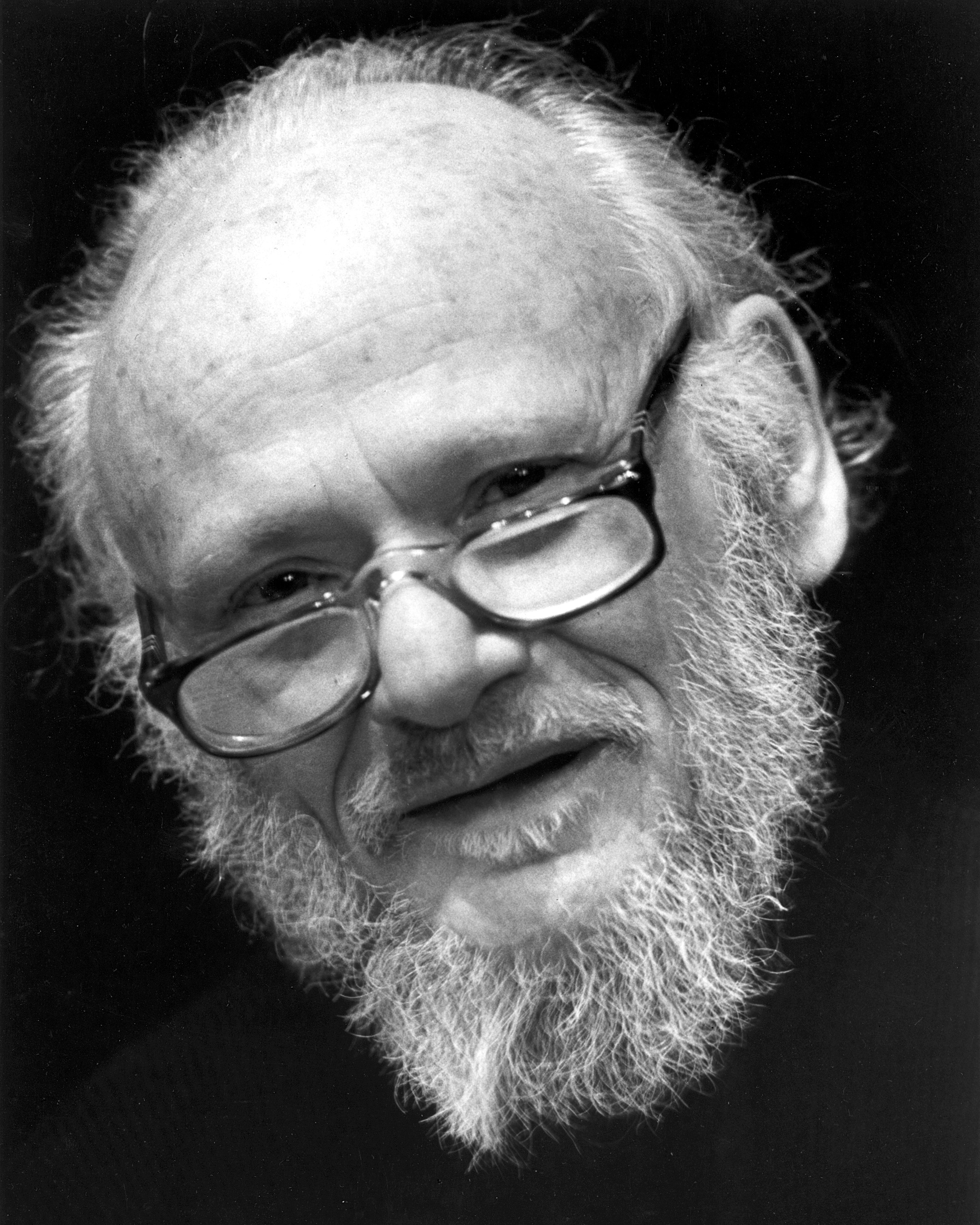
Ralph Shapey

Ralph Shapey (* 12. März 1921 in Philadelphia; † 13. Juni 2002 in Chicago) war ein US-amerikanischer Dirigent und Komponist.

## Leben und Wirken
Shapey studierte Violine bei Emanuel Zeitlin und Komposition bei Stefan Wolpe. 1954 gründete er die Contemporary Chamber Players an der Universität von Chicago, mit denen er zeitgenössische Werke aufführte. Nachdem er von 1963 bis 1964 an der University of Pennsylvania unterrichtet hatte, wurde er Professor für Komposition an der Universität von Chicago, wo er bis zu seiner Emeritierung 1991 wirkte. Zu seinen Schülern zählten u. a. Gerald Levinson, Gordon Marsh, Lawrence Fritts, James Anthony Walker, Frank Retzel, Jorge Liderman, Jonathan Elliott und Deborah Drattell. Daneben wirkte er als Gastdirigent an verschiedenen Orchestern, u. a. dem Chicago Symphony Orchestra, dem Philadelphia Orchestra, dem Jerusalem Symphony Orchestra, dem London Symphony Orchestra und der London Sinfonietta. 1982 wurde er MacArthur Fellow, 1989 Mitglied der American Academy of Arts and Letters und 1994 der American Academy of Arts and Sciences.
Er komponierte mehr als zweihundert Werke, darunter eine Sinfonie, eine sinfonische Dichtung und eine Orchesterfantasie, mehrere Konzerte, darunter ein Violinkonzert und ein Konzert für Klarinette, Violine, Cello, Klavier, Tomtom und Basstrommel, kammermusikalische Werke und Klavierstücke, eine Kantate und weitere Vokalwerke sowie Lieder für Frauenstimmen und Tonband.
| Personendaten    | Personendaten                            |
| ---------------- | ---------------------------------------- |
| NAME             | Shapey, Ralph                            |
| KURZBESCHREIBUNG | US-amerikanischer Dirigent und Komponist |
| GEBURTSDATUM     | 12. März 1921                            |
| GEBURTSORT       | Philadelphia                             |
| STERBEDATUM      | 13. Juni 2002                            |
| STERBEORT        | Chicago                                  |